# Acuario Maria Mitchell
El Acuario de la Asociación Maria Mitchell (nombre original en inglés: Maria Mitchell Association Aquarium, MMA Aquarium), también conocido como Acuario de Nantucket, está situado en Nantucket, Massachusetts. Es un acuario local pequeño y de temporada, siendo el único centro de ciencias marinas de la isla. Es uno de los muchos recursos que ofrece la Asociación Maria Mitchell, una organización local sin fines de lucro que promueve la educación científica y la investigación, dando continuidad al legado de Maria Mitchell (1818-1889), la primera astrónoma de Estados Unidos, nacida en Nantucket.

## Historia
El acuario Maria Mitchell se encuentra en el emplazamiento de la histórica taquilla del antiguo Ferrocarril de Nantucket, en el 28 de Washington Street. Está ubicado directamente en la costa del puerto de Nantucket, conectada con la ensenada de Nantucket Sound. Los especímenes se extraen principalmente de las aguas de alrededor de Nantucket, y se devuelven a esas aguas al final de cada verano.
El acuario es la última instalación creada por la Asociación Maria Mitchell, siendo una de sus dos propiedades que no está ubicada en la calle Vestal (la otra es el Observatorio de Loine, situado en la Explanada de la calle Milk). Este emplazamiento del acuario en el centro de la ciudad permite atraer más visitas del público y disfrutar de una ubicación más cercana al puerto.
El acuario ha estado en este lugar desde 1997. Originalmente era solo una habitación pequeña, pero se ha ampliado con el paso del tiempo, llegando a ocupar tres salas y dos tanques al aire libre.

### Proyecto Centro de Ciencias
Los directores de la Asociación Maria Mitchell planearon ampliar el acurio a partir del año 2015, trasladándolo a través de la calle a una parcela de terreno que el Nantucket Land Bank intercambió con la asociación en 2010. El Nantucket Land Bank espera abrir su oficina en el puerto de Nantucket tanto para los isleños como para los turistas, lo que podría lograrse más fácilmente trasladamdo el acuario.
Uno de los planes de la Asociación para el nuevo emplazamiento del acuario era construir un edificio circular abovedado, lo que causó controversia entre los habitantes de Nantucket cuando se les presentó el proyecto para su aprobación, particularmente entre los miembros de la Comisión del Distrito Histórico (HDC). En última instancia, el proyecto de 10 millones de dólares se aprobó en la junta del distrito por tres votos a dos en marzo de 2013, con los miembros de la junta solicitando cambios menores. Uno de los miembros estuvo muy en contra del proyecto:

Es el error más grande que el Distrito ha cometido. Creo que es horrible, absolutamente horrible. No es nada más que un ejercicio masivo de autopromoción. No es diferente a poner una fábrica de tartas de queso allí.
Kevin Kuester, marzo de 2013

Kevin Kuester, miembro de la junta del distrito, no estuvo presente en la audiencia. Solo dos miembros que estaban presentes votaron en contra del proyecto. Linda Williams, exjefa de la junta, estaba muy a favor del proyecto. Explicó que los miembros del distrito no debían suponer que el futuro Acuario se considerase como las casas históricas de Nantucket.

No se verá como una casa, y no funcionará como tal. No es como si fuera una vivienda, así que tratar de hacer que se vea así no es lógico. Creo que para mí, debe considerarse como lo que es: un museo. No creo que sea apropiado poner las restricciones de una estructura residencial a un museo.
Linda Williams, marzo de 2013

Al menos diez empresas locales de la isla y otras organizaciones locales sin fines de lucro han escrito cartas al HDC apoyando el proyecto del Centro de Ciencias, y ha habido una gran aprobación para el proyecto en la comunidad de Nantucket. Al menos 30 representaciones locales se presentaron a la audiencia en marzo de 2013 para ayudar a apoyar el proyecto. Después de la aprobación del proyecto, la Directora de la Asociación Maria Mitchell, Janet Schulte, resumió el problema actual de la asociación y su objetivo para el nuevo Centro de Ciencias:

Actualmente tenemos que organizar viajes de campo solo en los meses de buen tiempo. Con el nuevo centro, la ciencia se puede enseñar todo el año, no solo al principio y al final del curso escolar.
Janet Schulte, marzo de 2013

La directora Janet Schulte esperaba iniciar el nuevo Centro de Ciencias en septiembre de 2013. Sin embargo, la financiación se agotó y el proyecto se pospuso, y puede que no se lleve a cabo.

## Exposiciones
El acuario contiene 20 tanques de agua salada y dos "tanques táctiles" en tres edificios pequeños. Los tanques albergan especies locales que se liberan a la naturaleza cuando el acuario cierra durante el invierno. Los tanques táctiles permiten que los visitantes se acerquen a especies locales como cangrejos, cangrejos de herradura y almejas.

### Tanques táctiles

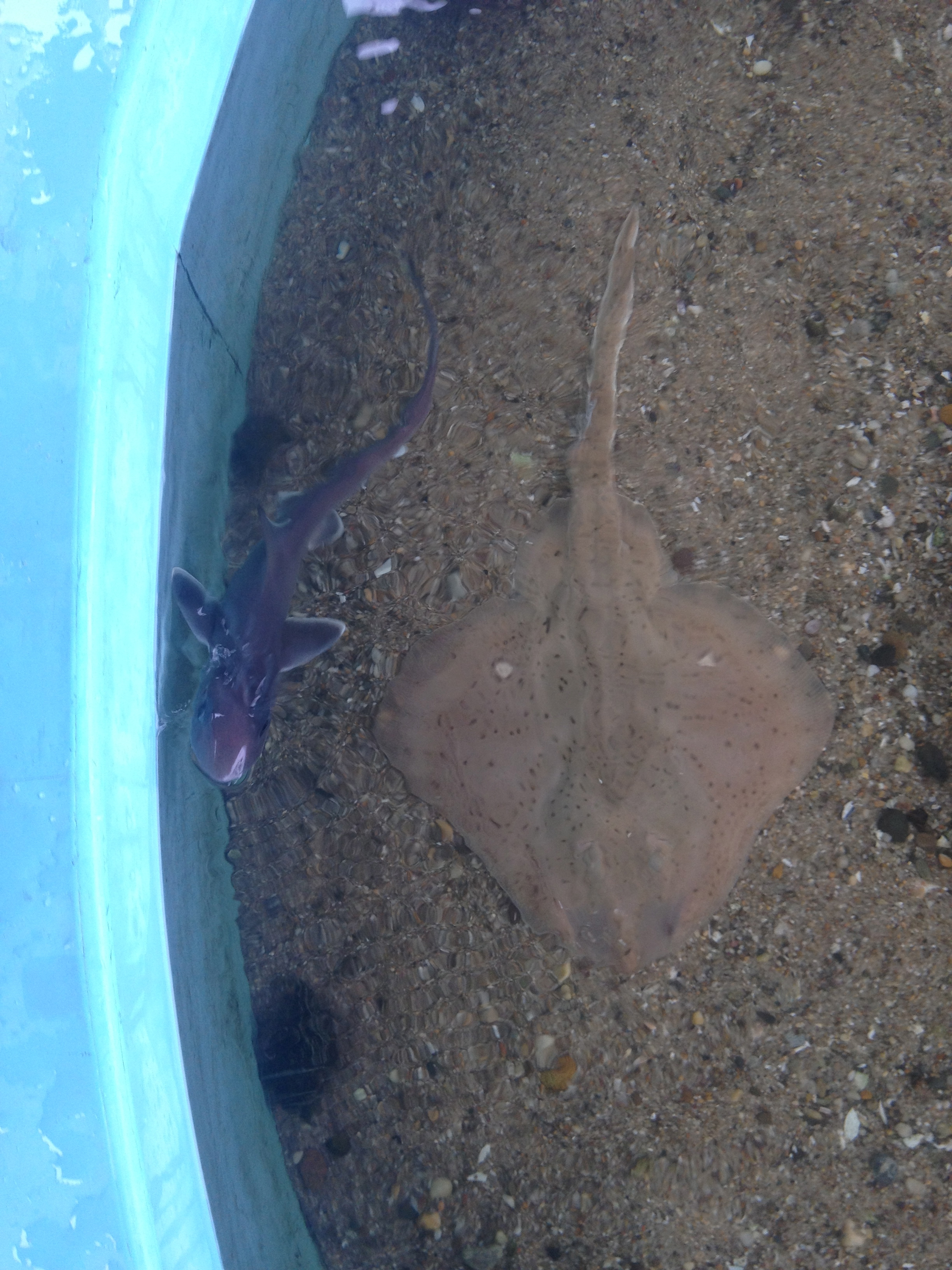
Una musola y una pequeña raya (derecha), dos peces cartilaginosos en el Acuario de Nantucket (2013).

Uno de los aspectos más destacados del acuario es el tanque táctil que domina la pequeña tienda de regalos del acuario. El tanque táctil alberga cangrejos, peces (particularmente platijas), gambas, almejas y caracoles, incluyendo el caracol babosa, un gran molusco depredador del género naticidae.

### Otras exposiciones

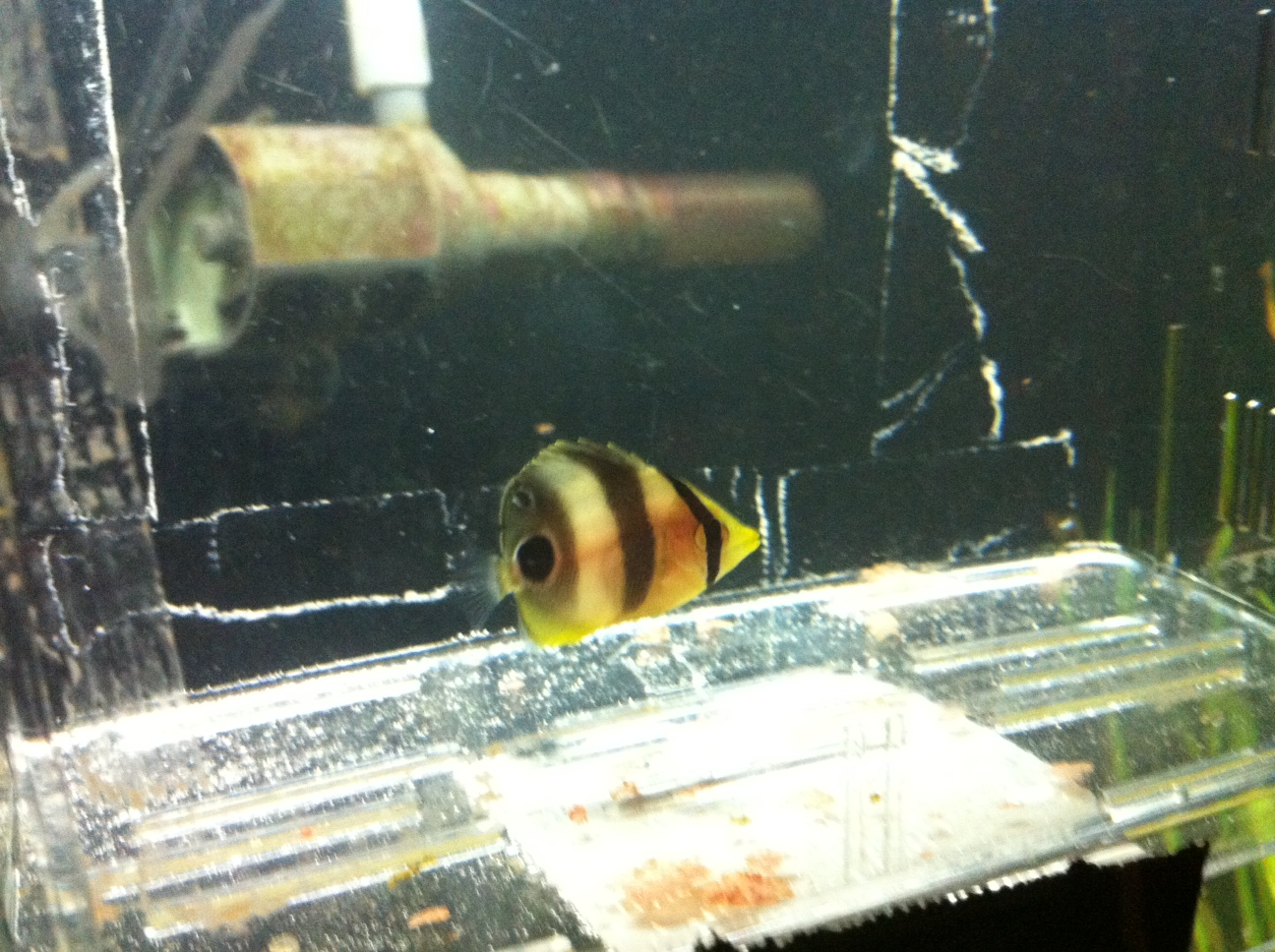
Un pez mariposa en el acuario (agosto de 2012)

Otros aspectos destacados del acuario incluyen visitas personales gratuitas por parte del personal del acuario y un enfoque en especies completamente locales. Los animales incluyen un bogavante anormalmente grande y una langosta americana de color azul (debido a una decoloración inusual), un pulpo y caballitos de mar. Los peces locales también se muestran e incluyen anguilas, musolas, rubios, rayas, calamares y medusas.
Las presentaciones cambian a menudo, porque el personal del acuario incorpora a las exhibiciones los animales que encuentran. El tanque más grande que contiene el acuario es de 1800 litros, y también hay un tanque al aire libre más grande junto a la bahía de Nantucket. Este tanque circular al aire libre es conocido por albergar peces más grandes, como espáridos y perca negra, pero también pequeños tiburones llamados musolas. Las salas también incluyen tanques para peces ballesta, bogavantes, gasterópodos, peces tropicales y especies locales comunes (como las características más destacadas del acuario).
Debido a que la Corriente del Golfo pasa por el lado atlántico de la isla, peces tropicales (como el pez ángel, los meros, los peces mariposa, los peces damisela, los jureles o los pámpanos) se exhiben ocasionalmente.

## Investigación
El acuario participa en investigaciones relacionadas con las vieiras de la bahía (con la Asociación de Mariscos de Nantucket), así como con la Biodiversidad de Peces Marinos e Invertebrados, y participa en la encuesta anual del cangrejo herradura.

### Investigación sobre las vieiras de la bahía
Uno de los principales proyectos de investigación del acuario está dirigido a las vieiras de la bahía. La pesca de estos moluscos de Nantucket (del género Argopecten irradians) contribuye con dos millones de dólares a la economía de la isla porque son muy rentables, en especial el músculo abductor que mantiene unida la concha. Miles de vieiras son consumidas cada invierno porque los habitantes de la isla las capturan. La Asociación Maria Mitchell y la Asociación de Mariscos de Nantucket han estado colaborando para calcular el número de vieiras de bahía (particularmente las conchas de mar) en el puerto de Nantucket desde 2003. Usan líneas con huevas de ostra para recolectar vieiras de todas las edades. Los líderes de este proyecto en curso son el Dr. Peter Boyce, el Dr. Bob Kennedy y Val Hall, quien ha observado que la proliferación de algas invasivas también puede haber contribuido a la disminución de las poblaciones de vieiras de la bahía. Según la Asociación Maria Mitchell:

Val ha defendido con éxito su propuesta de tesis doctoral titulada "El significado ecológico del desove en la escasez de la vieira de la bahía de Nantucket, Argopecten irradians irradians (Lamarck, 1819)" ante la facultad y los estudiantes de UMass SMAST, y ante su comité de graduados. Su logro es un hito importante en el Proyecto de Investigación de la Vieira de la Bahía de la Asociación Maria Mitchell/Asociación de Mariscos de Nantucket.
Maria Mitchell Association, 2009

### Encuesta sobre el cangrejo herradura
El acuario participa en la encuesta anual sobre cangrejos herradura de Nantucket. A principios del verano, desde alrededor de mayo a junio, el acuario estima cuántos cangrejos de herradura pueden aparearse en ciertas áreas de la isla.

### Biodiversidad de peces e invertebrados marinos
El acuario Maria Mitchell patrocina viajes de recolección diarios durante el verano abiertos al público (pero requieren una tarifa). El objetivo de estos viajes es no solo educar a los visitantes, sino también recoger datos para un estudio de las especies marinas en las aguas de Nantucket. Las seis especies más abundantes en las aguas de Nantucket son las siguientes:
|   | Especie                          | Abundancia                                                                              |
| - | -------------------------------- | --------------------------------------------------------------------------------------- |
| 1 | Sardina atlántica                | Se encuentra en el número más alto, pero no entre las especies más comunes. Estacional. |
| 2 | Cangrejo de lodo de dedos negros | Primera especie más encontrada, segunda especie más abundante.                          |
| 3 | Pez aguja                        | Segunda especie más encontrada, tercera especie más abundante.                          |
| 4 | Espinoso de cuatro espinas       | Muy abundante todo el año.                                                              |
| 5 | Quisquilla                       | Abundante y común.                                                                      |
| 6 | Killi rayado                     | Aparece en bancos compactos.                                                            |

El acuario Maria Mitchell ha recolectado alrededor de 56 347 peces, cangrejos, caracoles y camarones (de 104 especies marinas distintas) desde que se inició el proyecto de biodiversidad a principios del siglo XXI.

## Educación
El acuario ofrece varios programas que incluyen excursiones de ecología marina, excursiones de buceo familiar, excursiones de descubrimiento de playas, excursiones de ecología marina nocturna, observación de ballenas y cruceros de avistamiento de focas.

### Excursiones de Ecología Marina

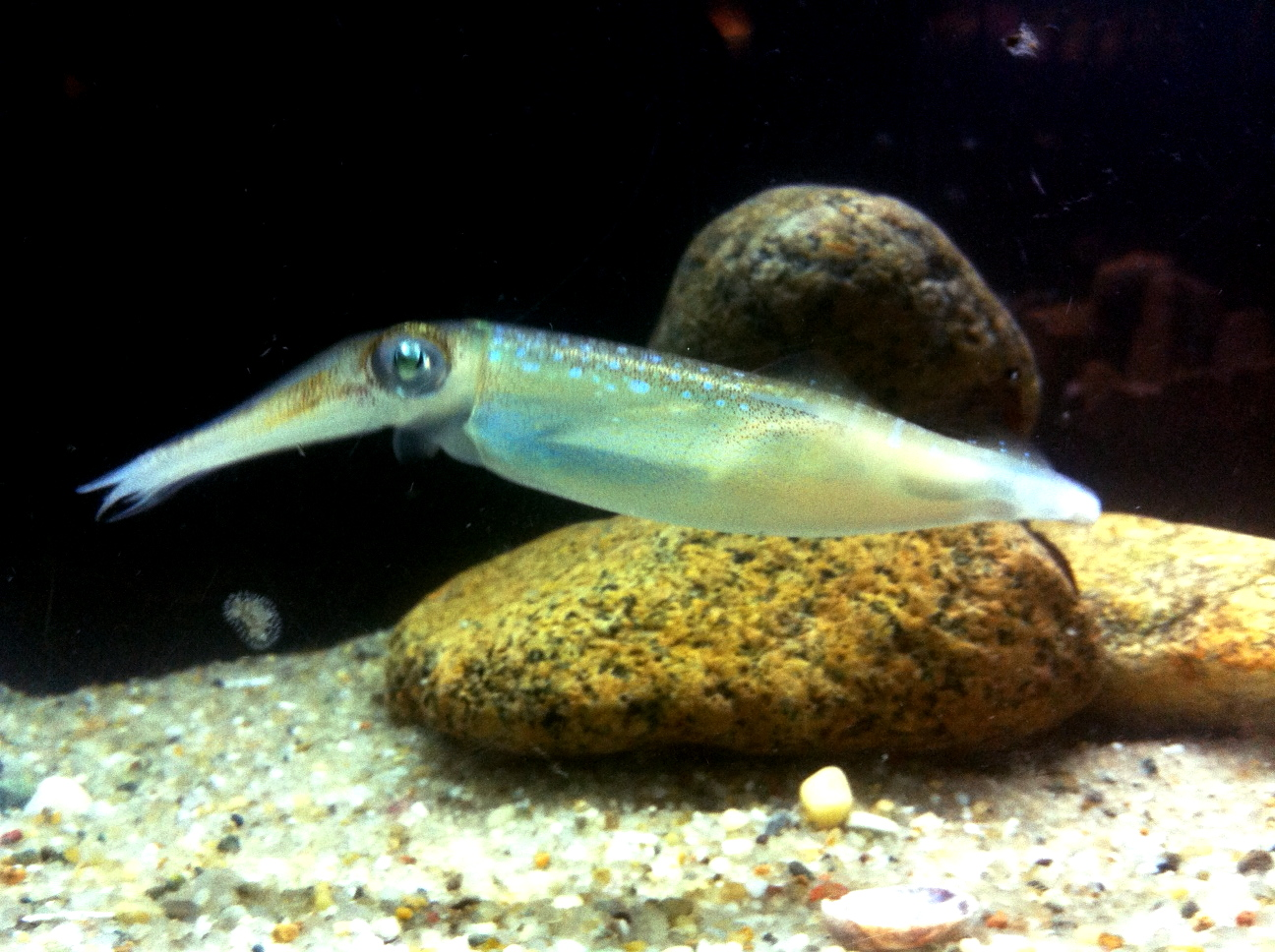
Una sepia en el Aquario Maria Mitchell (julio de 2012). Se capturan durante las Excursiones Ecológicas Nocturnas del Acuario

Las excursiones de ecología marina son una serie de programas ofrecidos por el acuario que forman parte de su proyecto de biodiversidad. Permiten que el personal del acuario recoja animales y están abiertas al público, aunque los participantes deben pagar una tarifa. Durante las excursiones diarias de Ecología Marina, se utilizan  redes de cerco para recolectar animales en las praderas costeras.
Hay diferentes tipos de excursiones marinas, que incluyen viajes diarios de ecología marina, excursiones de buceo para familias, viajes de descubrimiento de playas y viajes de campo de ecología marina nocturna.

### "Frenesí Alimentario"
El "Frenesí Alimentario" ("Feeding Frenzy") es un programa diario durante el verano, en el que el personal del acuario alimenta a los animales que puede ser presenciado por los visitantes que pagan una tarifa especial.

### Observación de ballenas y cruceros de focas
El Acuario Maria Mitchell está asociado con una empresa de turismo ecológico local llamada Shearwater Excursions, que durante los meses de verano organiza recorridos por el puerto y el océano, que incluyen avistamientos de mamíferos marinos como focas y ballenas. El Crucero de las Focas lleva a los clientes a la cercana isla de Muskeget para ver a las focas grises.